# İmamlar, Söğütlü
İmamlar là một xã thuộc quận Söğütlü, tỉnh Sakarya, Thổ Nhĩ Kỳ. Dân số thời điểm năm 2008 là 385 người.